# Batalla de Arnisol
La batalla de Arnisol o batalla de Arinzol de 1126 formó parte de la campaña de Alfonso I de Aragón sobre Balansiya y Qûrtuba.

## Antecedentes
En 1118 el concilio celebrado en Toulouse ofrece los beneficios de cruzada a los que acudan en ayuda del Reino de Aragón en la conquista de la ciudad de Saraqusta, capital de la Taifa de Saraqusta. Saraqusta fue tomada por Alfonso I de Aragón el 18 de diciembre de 1118, convirtiéndose en capital del Reino de Aragón, haciendo que el valle del Ebro se desplomara, tomando los aragoneses Tudela en febrero de 1119, y conquistando la Taifa de Qalat al-Ayyub en 1120.
Alfonso I de Aragón inició una campaña sobre las tierras de Balansiya y Qûrtuba, atacando Al Yazirat, Suquar y Daniyya sin éxito; avanzando hacia Játiva, después Madina Mursiyya, y hasta Vera y Almanzora, para retroceder en Purchena; y luego hacia Baza, que atacó sin resultado. Atacó Guadix, que no pudo conquistar, y continuó hacia el sur, llegando al mar en Almería. Su ejército llegó a contar con 50.000 hombres, debido a los muchos mozárabes que se le unían. Planeaba, de regreso a Aragón, atacar Granada, pero el mal tiempo y la presencia de almorávides le hicieron desistir. Levantó el campamento el 22 de enero, pasando por Maracena, Pinos Puente, Laseca (cerca de Alcalá la Real), Luque, Baena, Écija, Cabra y Poley hoy Aguilar de la Frontera.

## La batalla

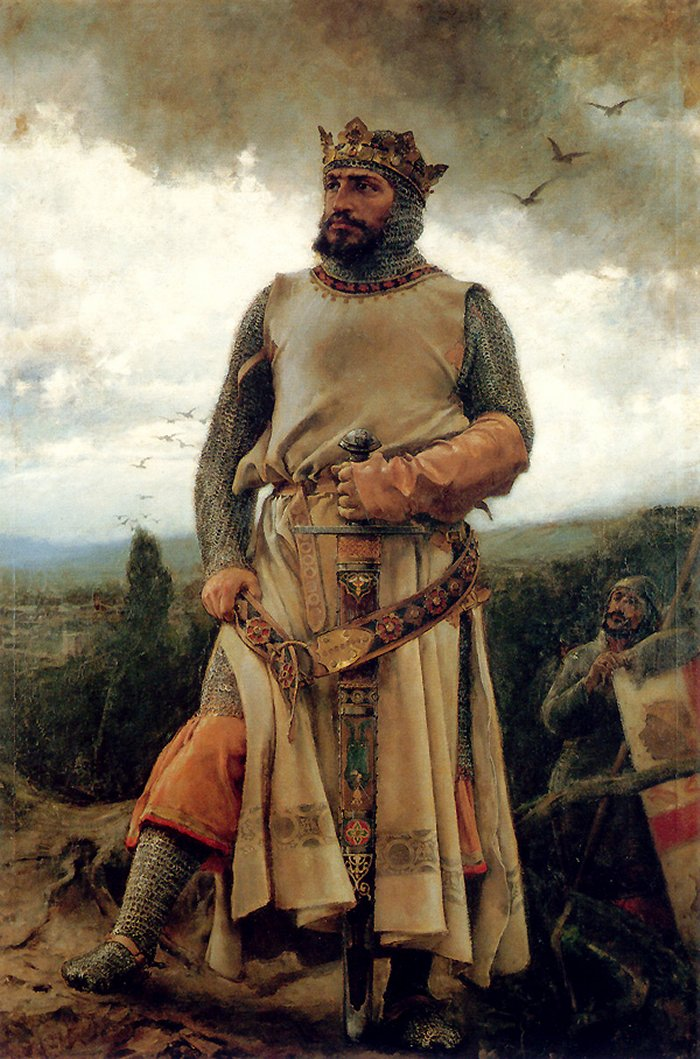
Alfonso I de Aragón

Los almorávides de Qûrtuba, dirigidos por Abu Bakr, hijo del emir almorávide, fueron derrotados por Alfonso I de Aragón cerca del Castillo Anzur (Puente Genil), el 10 de marzo de 1126.

## Consecuencias
Después de la batalla de Arnisol, Alfonso I de Aragón pasó por las Alpujarras, cruzó los ríos Salobreña y Guadalfeo, y llegó a Vélez-Málaga, donde giró otra vez hacia Granada, pasando por Dílar y Alhendín, donde encontró contingentes musulmanes, a los que se enfrentó y puso en fuga. Después entró en la Vega de Granada, cruzó Sierra Nevada, y pasó por Alicún, Guadix, Madina Mursiyya, Játiva y Alcolea de Cinca, para después volver a Aragón.
Los resultados de la campaña fueron el alistamiento de muchos mozárabes andaluces y valencianos, en lugar de conquistas territoriales. Estos mozárabes repoblaron las tierras conquistadas del Ebro y del Jalón, mientras que los mozárabes que quedaron en al-Ándalus fueron casi todos deportados o exterminados.

### Citas
1. ↑  Estornés Lasa, Bernardo (2011). «Alfonso I el batallador». Auñamendi Eusko Entziklopedia. Consultado el 15 de febrero de 2014.
2. ↑  «Arinzol (o Arnisol)». Gran Enciclopedia Aragonesa. Consultado el 15 de febrero de 2014.